# 鎌田 (世田谷区)
鎌田（かまた）は、東京都世田谷区の町名。住居表示実施済み。現行行政地名は鎌田一丁目から鎌田四丁目。住居表示実施済区域。砧地域に属する。

## 地理
鎌田は世田谷区南西部、多摩川を境に神奈川県と隣接した位置にある。砧地域に属する。東で玉川、南で多摩川を挟んで川崎市高津区久地・同二子、西で宇奈根、北で岡本・大蔵と隣接する。多摩川沿いの住宅地で、多摩川河川敷を中心に緑地も多い。鎌田は野川、仙川により区切られており、鎌田1丁目は野川の南側、南東部にあり、多摩川二子橋公園が大部分を占めている。2丁目は野川南側、南西部の住宅地。3丁目は野川の北側、仙川の東側、4丁目は野川の北側、仙川の西側にある。

### 河川
- 多摩川
- 野川
- 仙川

### 地価
住宅地の地価は、2025年（令和7年）1月1日の公示地価によれば、鎌田2-8-21の地点で36万2,000円/m2となっている。

### 地形
比較的水はけが悪い場所があり、過去の集中豪雨時には野川の氾濫や内水氾濫により浸水被害が生じたことがある。

## 歴史
鎌田村は隣接する大蔵村の村域内に18箇所飛地状に立地する小村であった。砧村成立時に大字鎌田になり、東京市編入で世田谷区鎌田町となるも、いずれもそのまま飛地状態で存立していた。大蔵町の区域は内部に鎌田町が点在していたほか、岡本町、祖師谷一丁目、喜多見町、宇奈根町の飛地が混在し、これに1912年（明治45年/大正元年）に神奈川県から編入した久地町、諏訪町（いずれも多摩川の河川敷）が含まれていた。市郡合併で旧大字をそのまま町に置き換えたために生じた飛地存続による弊害を1955年（昭和30年）に解消することとなり、大蔵町を三分割して北部に砧町、南部に（新）鎌田町を設置して、（旧）鎌田町および当該各町の飛地を新設三町に振り分けた。その後1971年（昭和46年）に実施した住居表示で再度区割りに変更が生じて現在の町域が確定した。
飛地整理前の鎌田町は現：砧三丁目のNHK放送技術研究所一帯、現：大蔵二丁目のサレジアン国際学園世田谷中学校・高等学校（旧:目黒星美学園中学校・高等学校)周辺、現：玉川三丁目の二子玉川緑地前バス停周辺など各地に点在していた。

### 沿革
- 江戸時代 鎌田村として存在していた。
- 1889年（明治22年）4月1日 - 鎌田村が周辺の村と合併し、砧村大字鎌田になる。
- 1936年（昭和11年）10月1日 - 北多摩郡砧村が東京市世田谷区に編入され、大字鎌田がそのまま鎌田町になる。
- 1955年（昭和30年）1月 - 飛地整理が実施され、鎌田町の一部と大蔵町南部、久地町、諏訪町の区域に鎌田町が新設された。
- 1971年（昭和46年） - 住居表示の実施に伴い町域が変更される。この時に現在の鎌田が誕生した。

## 世帯数と人口
2025年（令和7年）1月1日現在（世田谷区発表）の世帯数と人口は以下の通りである。
| 丁目       | 世帯数    | 人口    |
| ---------- | --------- | ------- |
| 鎌田一丁目 | 517世帯   | 1,012人 |
| 鎌田二丁目 | 1,283世帯 | 2,684人 |
| 鎌田三丁目 | 1,386世帯 | 2,825人 |
| 鎌田四丁目 | 595世帯   | 1,359人 |
| 計         | 3,781世帯 | 7,880人 |

### 人口の変遷
国勢調査による人口の推移。
| 年                 | 人口  |
| ------------------ | ----- |
| 1995年（平成7年）  | 5,478 |
| 2000年（平成12年） | 6,411 |
| 2005年（平成17年） | 6,966 |
| 2010年（平成22年） | 7,595 |
| 2015年（平成27年） | 7,930 |
| 2020年（令和2年）  | 8,238 |

### 世帯数の変遷
国勢調査による世帯数の推移。
| 年                 | 世帯数 |
| ------------------ | ------ |
| 1995年（平成7年）  | 2,403  |
| 2000年（平成12年） | 2,919  |
| 2005年（平成17年） | 3,071  |
| 2010年（平成22年） | 3,361  |
| 2015年（平成27年） | 3,456  |
| 2020年（令和2年）  | 3,617  |

## 学区
区立小・中学校に通う場合、学区は以下の通りとなる（2024年8月現在）。
| 丁目       | 番地 | 小学校               | 中学校               |
| ---------- | ---- | -------------------- | -------------------- |
| 鎌田一丁目 | 全域 | 世田谷区立砧南小学校 | 世田谷区立砧南中学校 |
| 鎌田二丁目 | 全域 | 世田谷区立砧南小学校 | 世田谷区立砧南中学校 |
| 鎌田三丁目 | 全域 | 世田谷区立砧南小学校 | 世田谷区立砧南中学校 |
| 鎌田四丁目 | 全域 | 世田谷区立砧南小学校 | 世田谷区立砧南中学校 |

## 交通

### 鉄道
1969年（昭和44年）5月11日まで、東急砧線が運行していた。
現在は以下のバス路線を利用し、東急田園都市線・大井町線二子玉川駅もしくは小田急小田原線成城学園前駅が最寄となる。

### バス
- 玉07（東急バス）、玉07（小田急バス） - 二子玉川駅・成城学園前西口行
- 玉08（小田急バス） - 調布駅南口行
- 玉06（東急バス） - 二子玉川駅・砧本村行

### 道路

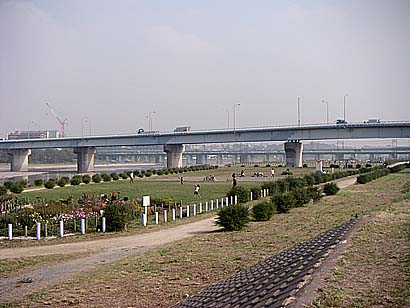
鎌田東端を横切る新二子橋

国道246号が新二子橋で東端を横切っている。その他、地区中央を東西に多摩堤通りが通っている。
- 国道246号（玉川通り、東京・横浜バイパス）
  - 新二子橋
- 東京都道11号大田調布線（多摩堤通り）

## 事業所
2021年（令和3年）現在の経済センサス調査による事業所数と従業員数は以下の通りである。
| 丁目       | 事業所数  | 従業員数 |
| ---------- | --------- | -------- |
| 鎌田一丁目 | 29事業所  | 152人    |
| 鎌田二丁目 | 72事業所  | 613人    |
| 鎌田三丁目 | 83事業所  | 830人    |
| 鎌田四丁目 | 51事業所  | 546人    |
| 計         | 235事業所 | 2,141人  |

### 事業者数の変遷
経済センサスによる事業所数の推移。
| 年                 | 事業者数 |
| ------------------ | -------- |
| 2016年（平成28年） | 210      |
| 2021年（令和3年）  | 235      |

### 従業員数の変遷
経済センサスによる従業員数の推移。
| 年                 | 従業員数 |
| ------------------ | -------- |
| 2016年（平成28年） | 1,941    |
| 2021年（令和3年）  | 2,141    |

## 施設
- 多摩川二子橋公園 - 多摩川沿いにあり、災害時には広域避難場所となる。
  - 渋谷区グラウンド
- 宇奈根公園 (一部)
- 砧下浄水所
- 健康保険スポーツセンター
- ゆうぽうと世田谷レクセンター
- 世田谷区鎌田区民センター
- 世田谷鎌田郵便局

## その他

### 日本郵便
- 郵便番号 : 157-0077[2]（集配局 : 成城郵便局[15]）。